# Kahina Bahloul
Kahina Bahloul född 5 mars 1979 i Paris är en fransk kvinnlig imam.
Kahina Bahloul har studerat islamologi vid École pratique des Hautes Études i Paris och är den första kvinnan i Frankrike att officiellt få titeln imam.